# Estate e fumo (opera teatrale)
Estate e fumo (Summer and Smoke) è un'opera teatrale del drammaturgo statunitense Tennessee Williams, debuttata a Dallas nel 1948. Williams cominciò a lavorare sul dramma nel 1945, allora intitolato Chart of Anatomy e poi ribattezzato Summer and smoke dal verso della poesia di Hart Crane Emblems of Conduct. Nel 1964 Williams revisionò la pièce e cambiò il titolo in The Eccentricities of a Nightingale.

## Trama
Glorious Hill (Mississippi), 1915. Alma Winemiller è la timida figlia del pastore, sempre alle prese con una madre mentalmente instabile, ma anche una ragazza intelligente, spirituale ed impacciata. Durante l'estate si riaccende un suo flirt con John Buchanan Jr, lo scapestrato figlio del dottor Buchanan, il vicino, studente di medicina di ritorno a Glorious Hill per le vacanze. John è esuberante e vivace, gli va stretta la vita della cittadina e non sa come comportarsi con Alma, una ragazza che gli piace ma da cui è diversissimo. Alma infatti si sente affina al proprio nome - "anima", in spagnolo - e crede che gli uomini siano, o debbano essere, come le grandi cattedrali gotiche, in una continua tensione e aspirazione verso l'alto, verso tutto ciò che è oltre il limite umano, inafferrabile. John, al contrario, è dedito ai piaceri terreni, schernisce Alma e le chiede di mostrarle l'anima nelle sue tavole anatomiche. Alma è innamorata di John da quando erano ragazzini, anche il figlio del dottore non era sempre stato gentilissimo con lei, ma lo respinge quando ad un appuntamento la porta a un combattimento di galli a Moon Lake Casino e le chiede di venire sopra con lui.
All'arrivo dell'autunno Alma, che non ha più avuto contatti con John, scopre che l'amato vicino ha intenzione di sposare per denaro Rosa Gonzalez, una sensuale messicana, e chiama il dottor Buchan per avvertirlo. John non è innamorato di Rosa, che però pensa di sposare per usare i soldi del suocero, il violento Papa Gonzalez, per coprire un debito di gioco; il dottor Buchanan, in una città vicina per cercare di curare un'epidemia, torna a casa per confrontare il figlio, ma qui trova solo Papa Gonzalez che, ubriaco, gli spara. Mentre il medico si spegne sotto la guida spirituale del padre di Alma, John confronta la ragazza - inavvertitamente colpevole di aver causato la morte del dottore - e rigetta aspramente tutte le sue velleità spiritualistiche, ribadendo la necessità e il piacere della carne. Il dottor Buchanan muore, interrompendo ogni contatto tra John e Alma. Nel cuore dell'inverno Nellie, una delle studentesse di musica di Alma, va dalla figlia del pastore per portarle un regalo di Natale da parte sua e del futuro marito, il dottor John Buchanan. Il ragazzo infatti ha terminato gli studi ed è riuscito a fermare l'epidemia contro cui già il padre si era opposto. Alma va a trovare John nel suo studio, per farsi auscultare e prescrivere dei nuovi farmaci. Durante la visita, Alma rivela al dottore i suoi sentimenti e si dichiara pronta a concedere a John quello che gli aveva rifiutato l'estate precedente. Ma la filosofia dei due si è invertita, e mentre Alma si prepara a concedersi al dottore, John declina l'offerta, dato che la morte del padre l'ha spinto a dedicarsi a pensieri più spirituali e a vivere una vita più onorevole da gentiluomo.
Scoraggiata e col cuore infranto, Alma lascia lo studio e si reca alla fontana del paese. Qui comincia a parlare con un giovane commesso viaggiatore di passaggio, Archie Kramer, gli offre di fargli compagnia e lo invita ad andare con lei al Moon Lake Casino

## Produzioni
Dopo un periodo di rodaggio in Texas, Summer and Smoke debuttò a Broadway il 6 ottobre 1948 e rimase in cartellone al Music Box Theatre per 102 repliche, fino al 1 gennaio 1949; ciò costituì un notevole passo indietro rispetto al precedente dramma di Williams, Un tram che si chiama Desiderio, che si era rivelato un successo da 855 repliche l'anno precedente. Margo Jones curava la regia, mentre il cast comprendeva: Margaret Phillips (Alma), Tod Andrews (John), Monica Boyar (Rosa), Sid Cassel (Papa), Anne Jackson (Nellie), Ralph Theadore (dottore), Raymond Van Sickle (rev. Winemiller) e Ray Walston (Archie). Waltson vinse il Clarence Derwent Award all'attore più promettente, Tod Andrews il Theatre World Award e lo scenografo Joseph Mielziner vinse il prestigioso Tony Award per il design della pièce.
Il 17 ottobre 1950 Estate e fumo debuttò al Piccolo Teatro di Milano per la regia di Giorgio Strehler, in una traduzione di Gerardo Guerrieri e con le musiche di Fiorenzo Carpi. Il cast comprendeva Lilla Brignone (Alma), Gianni Santuccio (John), Antonio Battistella (dottore), Lia Angeleri (Rosa), Marcello Moretti (Papa) e Marina Dolfin (Nellie).
Nel 22 novembre 1951 il dramma debuttò sulle scene londinese al Lyric Hammersmith Theatre, con la regia di Peter Glenville, Margaret Johnston nel ruolo di Alma e William Sylvester in quello di John.
Nel 1952 José Quintero diresse Geraldine Page nel ruolo di Alma in un revival dell'Off Broadway in scena al Circle in the Square Theatre, dove per la prima volta la pièce fu rivalutata da critica e pubblico anche grazie all'apprezzatissima interpretazione della protagonista. La Page tornò ad interpretare Alma in una versione radiofonica del dramma con Richard Kiley nel 1953 e nell'adattamento cinematografico del 1961, ricevendo una candidatura all'Oscar per la sua performance.
Tennessee Williams rimaneggiò e revisionò il testo, reintitolandolo The Eccentricities of a Nightingale, una versione che debuttò a Broadway nel 1976 con la regia di Edwin Sherin e i costumi di Theoni V. Aldredge. Il cast includeva: Betsy Palmer (Alma), Shepperd Strudwick (Rev. Winemiller), Grace Carney (Mrs. Winemiller), Nan Martin (Mrs. Buchanan), Peter Blaxill (Roger Doremus), Jen Jones (Mrs. Bassett), Patricia Guinan (Rosemary), W.P. Dremak (Vernon), Thomas Stechschulte (Traveling Salesman) e David Selby (John Buchanan). Ancora una volta un insuccesso, la pièce chiuse al Morosco Theatre il 12 dicembre, dopo 24 repliche e quattro anteprime.
David Warren diresse il terzo revival di Broadway di Summer and Smoke, in cartellone per 75 repliche al Criterion Theatre dal 16 agosto al 20 ottobre 1996, con Mary McDonnell nel ruolo di Alma e Harry Hamlin in quello del dottor John Buchanan Jr. Nel 1997 un nuovo allestimento italiano diretto da Armando Pugliese vede Elena Sofia Ricci e Pino Quartullo. Nel 2007 la pièce andò in scena alla Paper Mill Playhouse del New Jersey con Amanda Plummer nel ruolo di Alma e Kevin Anderson in quello di John.
Dopo cinquantacinque anni dalla prima londinese, il dramma debuttò nel West End, in scena all'Apollo Theatre dopo un breve rodaggio alla Nottingham Playhouse in settembre. La pièce, diretta da Adrian Noble, vedeva Rosamund Pike e Chris Carmack nel ruolo dei due protagonisti, debuttò il 17 ottobre e rimase in scena per dieci settimane invece che per i quattro mesi programmati a causa delle scarse vendite di biglietti.
Dal 24 febbraio al 7 aprile 2018 Summer and Smoke fu riproposto a Londra, in scena all'Almeida Theatre con la regia di Rebecca Frecknall e con Patsy Ferran e Matthew Needham nei ruoli dei due protagonisti. L'allestimento e Patsy Ferran nel ruolo di Alma ricevettero critiche molto positive, tanto che la produzione fu trasferita al Duke of York's Theatre del West End nell'autunno dello stesso anno. La produzione ha vinto due Laurence Olivier Award: al miglior revival di una nuova opera teatrale e alla miglior attrice a Patsy Ferran.

## Adattamenti

### Cinema
Peter Glenville, già regista della prima londinese nel 1951, curò la regia dell'omonimo adattamento cinematografico del 1961. Geraldine Page tornò ad interpretare Alma, in un cast che comprendeva anche Laurence Harvey nel ruolo di John, Rita Moreno in quello di Rosa Gonzalez (ora Zacharias) e Una Merkel nella parte della madre mentalmente instabile di Alma.  La pellicola fu candidata a quattro premi Oscar e la Page vinse il Golden Globe per la migliore attrice in un film drammatico.

### Musica
Dal dramma fu tratta l'opera lirica Summer and Smoke di Lee Hoiby del 1971.